# Crisler Music
La Crisler Music (o Crisler Edizioni Musicali) è una casa editrice musicale italiana, con sede a Trezzano sul Naviglio (MI), dove è stata fondata negli anni '60 da Christine Leroux, editrice musicale francese che si era trasferita in Italia e nota per aver scoperto Lucio Battisti; nel 1980 l'azienda è stata acquistata da Romolo Ferri.
La Crisler possiede nel suo catalogo opere, tra gli altri, dei seguenti artisti: Pierangelo Bertoli, Ricchi e Poveri, Sergio Endrigo, Sergio Bassi, Bobby Solo, Marcella Bella, Le Orme, Giuni Russo, Gianni Drudi, Dik Dik, Cugini di Campagna, Little Tony, Marco Bonino, Edoardo Vianello, Piero Marras, Riccardo Fogli, Pupo, Tazenda, Miles Davis